# Selenia Aspide

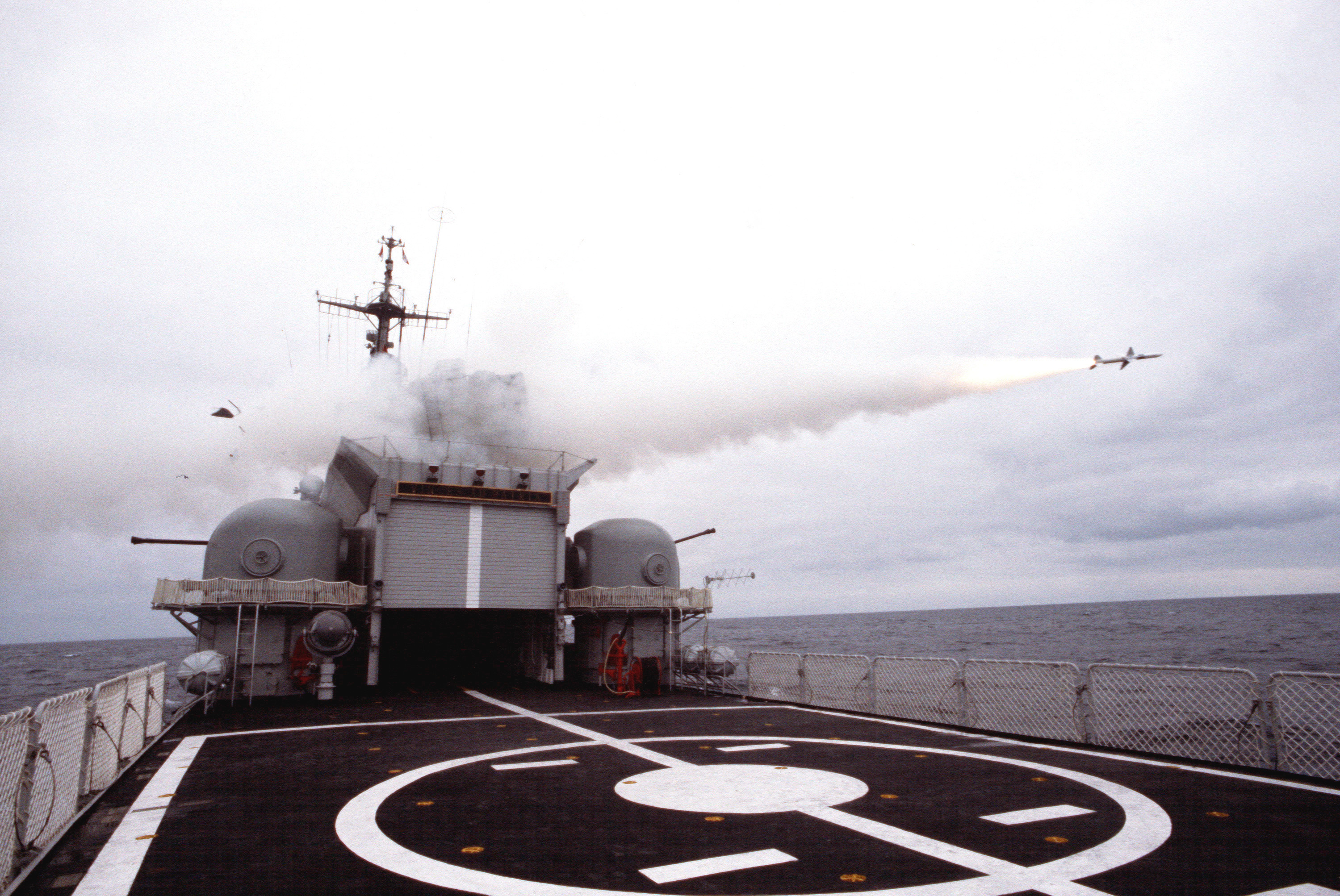
Az Aspide felszíni változatának indítása az Almirante García (F–26) venezuelai fregattról az Unitas XXV hadművelet idején, 1984. június 1-jén

Az Aspide olasz fejlesztésű közepes hatótávolságú levegő–levegő rakéta, melyet a Selenia fejlesztett ki és gyárt (jelenleg az Alenia konzorcium tagja). Félaktív rádiólokátor-keresővel szerelték fel, hasonlóan az amerikai AIM–7E Sparrow-hoz. Elődjénél azonban fejlettebb monopulzusú radarral lett felszerelve, amely jobb zavarvédelmével és nagyobb pontosságával hatékonyabbnak bizonyult. Ez a fejlesztés később megjelent az AIM–7M változaton is. A hasonlóságok miatt a nem olasz sajtó az Aspide-ot egy Sparrow-változatnak vélte, noha az olasz rakétának eredeti fedélzeti rendszerei, új harci része és erősebb hajtóműve volt.
A rakéta több változatát egyaránt alkalmazta az Olasz Légierő F–104 Starfighterei (S és ASA változatok), illetve a haditengerészet flottalégvédelme. Innen az MBDA ASTER váltotta le.
Az 1980-as évek közepén Kína egy kis sorozat Aspide Mk.1-et vásárolt, majd megállapodást kötött az Alenia-val a licencgyártásáról. 1989-ben megkezdték a gyártást több olasz alkatrész importjával. A tienanmen téri incidenst követően azonban az európai államok is embargó alá vonták Kínát, így a szállítások megszűntek. 1990-es évek elejére azonban továbbfejlesztették az Aspide-ot és önálló gyártásba vették PL–11 jelzéssel légiharc-, LY–60 jelzéssel pedig vízfelszíni indítású változatként. A PL–11 első kísérleti lövészete 1992-ben történt egy J–8II-ről. Az utolsó tesztsorozat 2001-ben zajlott le.

## Típusváltozatok
- Aspide Mk.1 – hasonló az AIM–7E-hez Selenia monopulzusú, félaktív rádiólokátórral és SNIA–Viscosa szilárd hajtóanyagú rakétahajtóművel felszerelve. Ebből a változatból rendeltek a legtöbbet, 17 ország állította hadrendbe.
- Aspide Mk.2 – fejlesztett változat, amely főként a rádiólokátorra koncentrálódott. Azonban a modernebb rakéták megjelenésével, mint az AIM–120 AMRAAM a fejlesztést leállították.
- Aspide 2000 – felszín–levegő változata az Mk.1-nek, melyet az Oerlikon Contraves Skyguard és a Spada 2000 légvédelmi rendszerben alkalmaznak.

## Üzemeltető országok
ArgentínaA német gyártású MEKO 360 osztályú hadihajók légtérvédelmi rendszere alkalmazza.
BraziliaAspide 2000 – a São Paulo repülőgéphordozó és a Niterói fregattosztály légtérvédelmi rendszere alkalmazza.
CiprusSkyguard rendszerben alkalmazzák.
EcuadorAz Esmeralda osztályú korvettek légtérvédelmi rendszere alkalmazza (jelenleg még csak a BAE Esmeraldas (CM–11)).
EgyiptomAspide 2000 (36 egység)
Kínai NépköztársaságPL–11/LY–60
KuvaitAspide 2000
MalajziaA Laksamana osztályú korvettek légtérvédelmi rendszere alkalmazza.
MarokkóA Lieutenant Colonel Errhamani Descubierta osztályú fregatt légtérvédelmi rendszere alkalmazza.
Olaszország
PakisztánFöldi telepítésű Spada 2000 légvédelmi rendszer (10 üteg)
Peru
Spanyolország
ThaiföldA Ratanakosin osztályú korvettek (2 hajóegység) légtérvédelmi rendszere alkalmazza.

## Fordítás
- Ez a szócikk részben vagy egészben  a   Selenia Aspide című angol Wikipédia-szócikk ezen változatának fordításán alapul.  Az eredeti cikk szerkesztőit annak laptörténete sorolja fel. Ez a jelzés csupán a megfogalmazás eredetét és a szerzői jogokat jelzi, nem szolgál a cikkben szereplő információk forrásmegjelöléseként.